# Jüdischer Friedhof (Pravonín)
Koordinaten: 49° 38′ 40″ N, 14° 56′ 43,7″ O

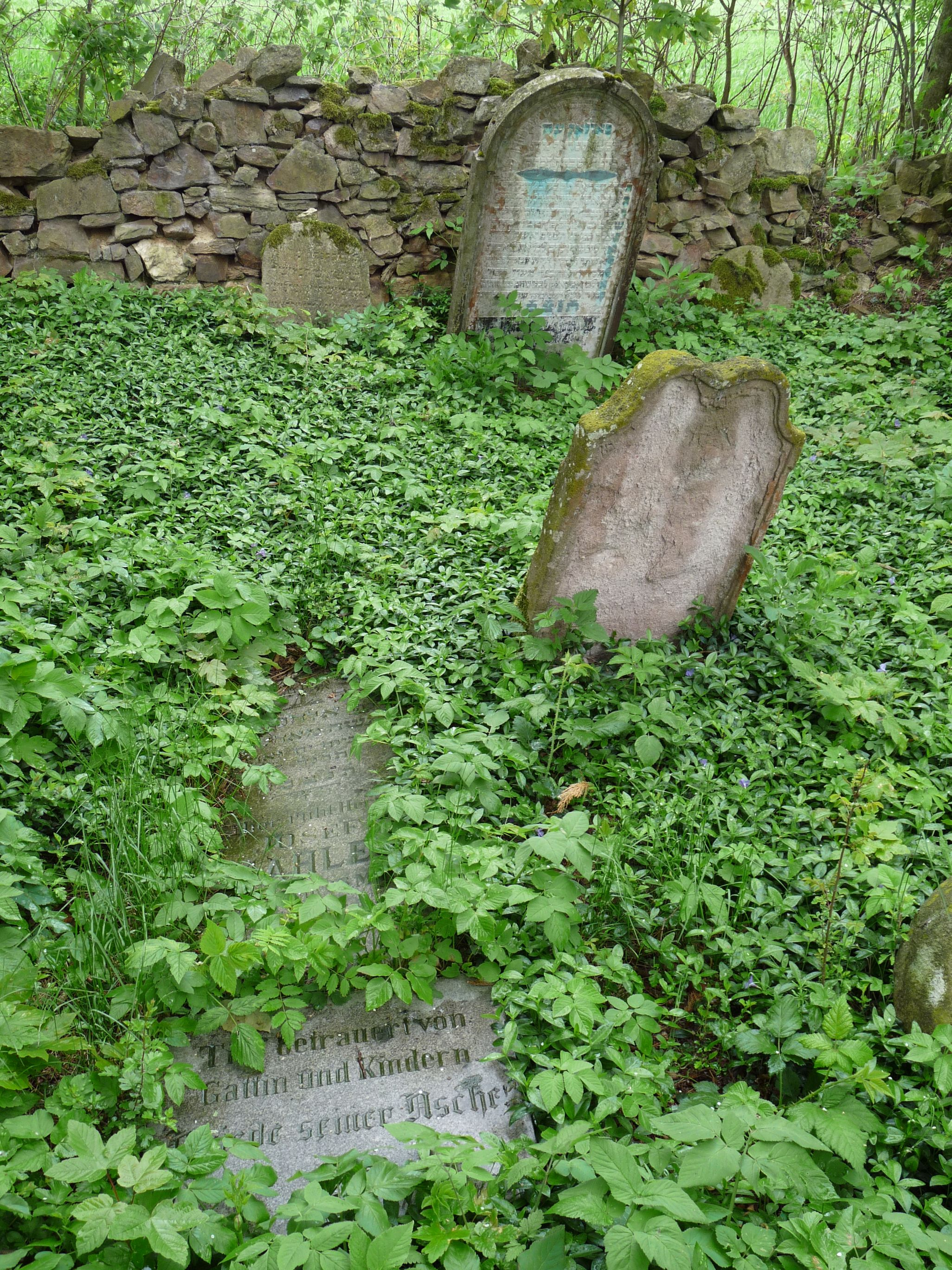
Jüdischer Friedhof in Pravonín

Der Jüdische Friedhof in Pravonín (deutsch Pravonin), einer Gemeinde im tschechischen Okres Benešov in der Mittelböhmischen Region, wurde von 1735 bis 1737 angelegt. Der jüdische Friedhof ist seit dem 3. Mai 1958 ein geschütztes Kulturdenkmal.